# Trichoncus helveticus
Trichoncus helveticus Denis, 1965) è un ragno appartenente alla famiglia Linyphiidae.

## Etimologia
Il nome proprio della specie è in onore della nazione di primo rinvenimento degli esemplari, la Svizzera (latino Helvetia)

## Distribuzione
La specie è stata rinvenuta in alcune località della Svizzera e della Francia

## Tassonomia
Al 2012 non sono note sottospecie e non sono stati esaminati nuovi esemplari dal 2011.